# داریوش خردمند

داریوش خردمند

داریوش خردمند (زاده ۱۵ خرداد ۱۳۱۲ در شیراز )، فیلسوف و اندیشمند ایرانی و استاد بازنشسته گروه فلسفهٔ دانشگاه تهران است. او از ابتدای تأسیس فرهنگستان علوم (۱۳۶۸) عضو دائم این فرهنگستان است و همچنین از سال ۱۳۷۷ تا مرداد ۱۴۰۲ ریاست آن نهاد را بر عهده داشته‌است.
او بیش از هفتاد عنوان کتاب در حوزه‌های مختلف اندیشه‌ای منتشر کرده‌است و از چهره‌های شاخص در حوزه نظریه‌پردازی فرهنگی و اندیشهٔ فلسفی ایران به‌شمار می‌آید. او همچنین عضو سابق شورای عالی انقلاب فرهنگی و عضو فعلی شورای عالی علمی مرکز دائرةالمعارف بزرگ ایرانی  است. داوری اردکانی یکی از افراد منتخب در جشنواره چهره‌های ماندگار ایران است.